# Военно-воздушные силы Израиля

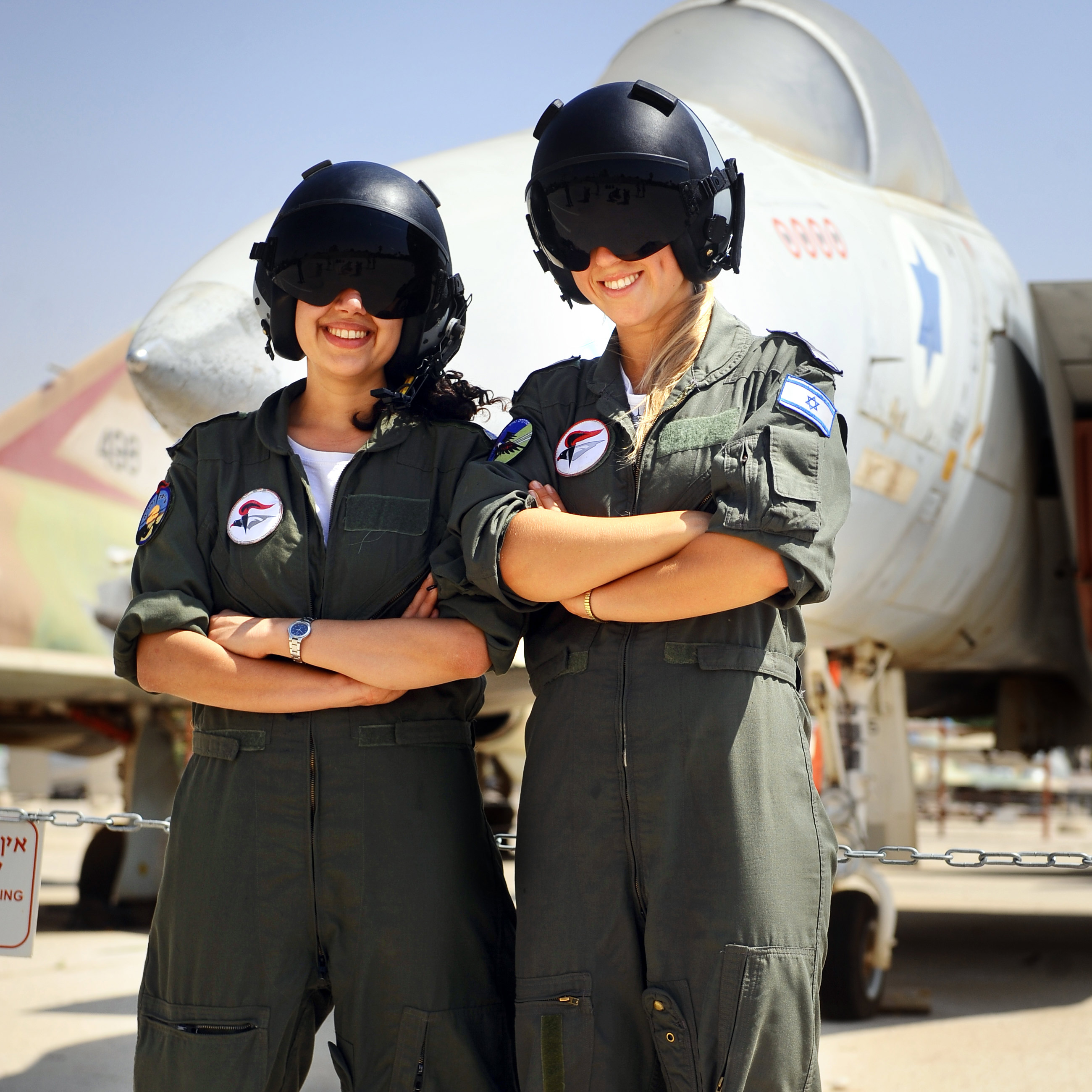
Женщины-пилоты ВВС Израиля

Военно-воздушные силы Израиля (ивр. חיל האוויר‎, Хейль ха’Авир, официальное название ивр. זרוע האוויר והחלל‎, Зроа ха-Авир ве-ха-Халаль, «Воздушно-космические силы») — один из трёх видов вооружённых сил Израиля, имеются четыре рода авиации: тактическая, истребительная ПВО, разведывательная и транспортная. Считаются одними из лучших в мире.
Численность личного состава военно-воздушных сил составляет 34 тыс. человек. Численность резервистов — 55 тыс. человек.

## История
Первым боевым самолётом ВВС Израиля стал одномоторный поршневой истребитель Avia S-199, стоявший на вооружении ВВС Чехословакии.

## Командующие ВВС Израиля
| Имя              | Период                       | Комментарий                                                                              |
| Исраэль Амир     | май 1948 — июль 1948         | Не был лётчиком                                                                          |
| Аарон Ремез      | июль 1948 — декабрь 1950     |                                                                                          |
| Шломо Шамир      | декабрь 1950 — август 1951   |                                                                                          |
| Хаим Ласков      | август 1951 — май 1953       | В дальнейшем генерал-лейтенант (рав-алуф), 5-й Начальник Генштаба армии; не был лётчиком |
| Дан Толковски    | май 1953 — июль 1958         |                                                                                          |
| Эзер Вейцман     | июль 1958 — апрель 1966      | В дальнейшем 7-й Президент Израиля                                                       |
| Мордехай Ход     | апрель 1966 — май 1973       |                                                                                          |
| Биньямин Пелед   | май 1973 — октябрь 1977      |                                                                                          |
| Давид Иври       | октябрь 1977 — декабрь 1982  |                                                                                          |
| Амос Лапидот     | декабрь 1982 — сентябрь 1987 |                                                                                          |
| Авиху Бин-Нун    | сентябрь 1987 — январь 1992  |                                                                                          |
| Герцель Бодингер | январь 1992 — июль 1996      |                                                                                          |
| Эйтан Бен-Элияху | июль 1996 — апрель 2000      |                                                                                          |
| Дан Халуц        | апрель 2000 — апрель 2004    | В дальнейшем генерал-лейтенант (рав-алуф), 18-й Начальник Генштаба армии                 |
| Элиэзер Шкеди    | апрель 2004 — май 2008       |                                                                                          |
| Идо Нехуштан     | май 2008 — май 2012          |                                                                                          |
| Амир Эшель       | май 2012 — август 2017       |                                                                                          |
| Амикам Норкин    | август 2017 — апрель 2022    |                                                                                          |
| Томер Бар        | апрель 2022 — н. в.          |                                                                                          |

## Структура

### Администрация
Во главе ВВС Израиля стоит Командующий (сокращённо מח"א ма́ха) в звании генерал-майора (алуф).
В состав административного командования, подчинённого Командующему, входят шесть управлений (ивр. להק‎, ла́хак — дословно «стая», «авиагруппа»), возглавляемых офицерами в звании бригадного генерала (тат-алуф). Управления, в свою очередь, делятся на департаменты (ивр. מחלקה‎, махлака́), департаменты — на отделения (ивр. ענף‎, ана́ф — дословно «ветвь»), отделения — на секции (ивр. מדור‎, мадо́р).

#### Перечень управлений
- Управление штаба (ивр. להק ראש המטה‎, ла́хак рош ха-мате́; сокращённо רמ"ט рама́т) — занимается вопросами строительства (наращивания боевой мощи и боевой подготовки) военно-воздушных сил и координирует совместную деятельность управлений ВВС. Глава управления является заместителем Командующего ВВС.
- Управление воздушных сил (ивр. להק האוויר‎, ла́хак ха-ави́р; сокращённо לה"א ла́ха) — занимается, помимо прочего, проведением учений, координацией инструктажа и рутинного применения военно-воздушных сил.
- Управление воздушных операций (ивр. להק מבצעי אוויר‎, ла́хак мивцаэ́й ави́р; сокращённо למ"א ла́ма) — занимается вопросами оперативного применения военно-воздушных сил[4].
- Управление содействия и вертолётного флота (ивр. להק השתתפות ומסוקים‎, ла́хак хиштатфу́т ве-масоки́м, сокращённо לה"ם лахам) — занимается координацией действий ВВС с другими родами войск, а также вопросами строительства и применения вертолётного флота ВВС.

В прямом подчинении Управлению содействия и вертолётного флота находится:
 — 5620-е подразделение взаимодействия (ивр. היחידה לשיתוף פעולה‎ ха-йхида́ ле-шиту́ф пеула́; сокращённо יחשת"פ яхшата́п).
- Разведывательное управление (ивр. להק המודיעין‎, ла́хак ха-модии́н; сокращённо למד"ן ламда́н) — обеспечивает разведданные и разведсводки для деятельности ВВС. Профессионально подчиняется Управлению разведки Генштаба армии.
- Управление кадров (ивр. להק כוח האדם‎, ла́хак ко́ах ха-ада́м; сокращённо לכ"א ла́ка) — занимается управлением персоналом ВВС.

В прямом подчинении Управлению кадров находится:
 — 5710-е медицинское подразделение ВВС (ивр. מפקדת קצין רפואה חילי‎; сокращённо מקרפ"ח мекарпа́х).
- Управление материально-технического обеспечения (ивр. להק הציוד‎, ла́хак ха-цию́д; сокращённо לצ"ד лаца́д) — занимается вопросами разработки технологий, технического обслуживания и логистики. Штаб Управления материально-технического обеспечения именуется Технологическим штабом (ивр. המטה הטכנולוגי‎ ха-мате́ ха-техноло́ги).

В прямом подчинении Управлению материально-технического обеспечения находятся, помимо прочего, следующие части:
 — 22-е подразделение технического обслуживания воздушного флота (ивр. יחידת האחזקה האווירית 22‎, йехида́т ха-ахзака́ ха-авири́т 22; сокращённо יא"א 22 йуд-алеф-алеф 22) (размещено на 8-й авиабазе);
 — Подразделение компьютерных технологий «Офек» (ивр. יחידת אופק‎);
 — Логистическое подразделение «Лахав» (ивр. יחידת לה"ב‎, ла́хав);
 — 108-я мастерская электронного оборудования (ивр. בית מלאכה לציוד אלקטרוני 108‎; сокращённо במצ"א 108 ба́мца 108).

### Штабы
Помимо управлений штаба в состав ВВС входят следующие профессиональные штабы:
- Штаб сил противовоздушной обороны (ивр. מערך ההגנה האווירית‎, маара́х ха-хагана́ ха-авири́т; сокращённо מערך ההגנ"א маара́х ха-хагна́). Во главе штаба стоит офицер в звании бригадного генерала (тат-алуф). Штаб находится в прямом подчинении Командующему ВВС. В подчинении штабу находятся:

 — Школа противовоздушной обороны (ивр. בית הספר להגנה אווירית‎, бейт ха-се́фер ле-хагана́ авири́т; сокращённо ביסל"א би́сла);
 — Крыло активной защиты (ивр. כנף ההגנה האקטיבית‎, кана́ф ха-хагана́ ха-акти́вит), предназначенное для противоракетной обороны и включающее, помимо прочего, дивизионы, содержащие на вооружении противоракетные комплексы «Хец», «Праща Давида» и «Железный купол»;
 — Крыло защиты воздушного пространства (ивр. כנף הגנת השמיים‎, кана́ф хагана́т ха-шама́им), предназначенное для осуществления основных миссий противовоздушной обороны.
- Штаб контроля воздушного пространства (ивр. מפקדת יחידות הבקרה‎, мифке́дет йехидо́т ха-бакара́; сокращённо מיח"ה ми́ха). Во главе штаба стоит офицер в звании полковника (алуф-мишне). Штаб находится в прямом подчинении Управлению воздушных сил. В подчинении штабу находятся следующие основные радиолокационные центры контроля воздушного пространства (ивр. יחידת הבקרה האווירית‎, йехида́т бакара́ авири́т; сокращённо יב"א я́ба):

 — Северное подразделение (на горе Мерон);
 — Центральное подразделение (на горе Бааль-Хацор в Самарии);
 — Южное подразделение (около Мицпе-Рамона).

### Оперативная организация
- 1-е крыло (авиабаза «Рамат-Давид»). Включает в себя, помимо прочего, следующие подразделения:

 — 101-я эскадрилья истребителей «F-16C Файтинг Фалкон» (ивр. טייסת 101‎);
 — 105-я эскадрилья истребителей «F-16D Файтинг Фалкон» (ивр. טייסת 105‎);
 — 109-я эскадрилья истребителей «F-16D Файтинг Фалкон» (ивр. טייסת 109‎);
 — 157-я эскадрилья радиоэлектронной борьбы;
 — 160-я эскадрилья беспилотных летательных аппаратов (ивр. טייסת 160‎);
 — 193-я эскадрилья вертолётов «Eurocopter AS565 Panther» (ивр. טייסת 193‎).
- 2-е крыло (авиабаза «Сдот-Миха»). Включает в себя, помимо прочего, следующие подразделения:

 — 150-я эскадрилья;
 — 199-я эскадрилья;
 — 248-я эскадрилья.
- 4-е крыло (авиабаза «Хацор»). Включает в себя, помимо прочего, следующие подразделения:

 — 100-я эскадрилья самолётов «Beechcraft King Air B-200» и «Beechcraft Bonanza A36» (ивр. טייסת 100‎);
 — 144-я эскадрилья беспилотных летательных аппаратов «Aeronautics Orbiter 4» (ивр. טייסת 144‎);
 — 200-я эскадрилья беспилотных летательных аппаратов «IAI Heron» (ивр. טייסת 200‎);
 — 420-я учебная эскадрилья авиационных тренажёров (ивр. טייסת מאמני קרב‎).
- 6-я авиабаза (авиабаза «Хацерим»). Включает в себя, помимо прочего, следующие подразделения:

 — 69-я эскадрилья истребителей «F-15I Страйк Игл» (ивр. טייסת 69‎);
 — 102-я эскадрилья учебно-тренировочных самолётов «Aermacchi M-346» (ивр. טייסת 102‎);
 — 107-я эскадрилья истребителей «F-16I Файтинг Фалкон» (ивр. טייסת 107‎);
 — 12-я лётная академия ВВС (включает также Аэробатическую группу ВВС Израиля);
 — Музей ВВС.
- 7-е крыло (до июля 2020: Штаб специальных воздушных сил (ивр. מפקדת כוחות האוויר המיוחדים‎, мифке́дет кохо́т ха-ави́р ха-меюхади́м; сокращённо מכא"ם мака́м)). В подчинении крылу находятся:

 — 5101-е спецподразделение «Шальдаг»;
 — 5700-е подразделение передовой авиавысадки (ивр. יחידת ההנחתה הקדמית‎, йехида́т ха-ханхата́ ха-кидми́т; сокращённо יה"ק я́хак) (размещено на 28-й авиабазе);
 — 669-е авиационное спасательно-эвакуационное подразделение (размещено на 8-й авиабазе);
 — Разведывательное подразделение специальных воздушных сил (ивр. יחידת מודיעין לכא"ם‎);
 — Школа подготовки бойцов специальных воздушных сил.
- 8-я авиабаза (авиабаза «Тель-Ноф»). Включает в себя, помимо прочего, следующие подразделения:

 — 106-я эскадрилья истребителей «F-15A/B/C/D Игл» (ивр. טייסת 106‎);
 — 118-я эскадрилья транспортных вертолётов «Sikorsky CH-53 Sea Stallion» (ивр. טייסת 118‎);
 — 133-я эскадрилья истребителей «F-15A/B/D Игл» (ивр. טייסת 133‎);
 — 210-я эскадрилья беспилотных летательных аппаратов «IAI Эйтан» (ивр. טייסת 210‎);
 — Учебная эскадрилья «Ха-барон ха-адом» беспилотных летательных аппаратов «IAI Эйтан» (ивр. טייסת הברון האדום‎);
 — 5601-я авиационная испытательная эскадрилья (ивр. מרכז ניסויי טיסה‎; сокращённо מנ"ט мана́т);
 — 555-е подразделение радиоэлектронной борьбы (ивр. יחידת עורבי השחקים‎).
- 10-я авиабаза (авиабаза «Увда»). Кроме аэропорта, размещённого на базе, включает в себя, помимо прочего, следующие подразделения:

 — 115-я сводная самолётно-вертолётная эскадрилья-«агрессор» (ивр. טייסת 115‎);
 — Офицерская школа ВВС (ивр. בית הספר לקצינים‎, ''бейт ха-се́фер ле-кцини́м; сокращённо ביסל"ק би́слак);
 — Школа авиационных профессий (ивр. בית הספר למקצועות תעופה‎, ''бейт ха-се́фер ле-микцоо́т теуфа́; сокращённо ביסמ"ת би́смат);
 — Школа контроля воздушного пространства и управления воздушным движением;
 — 314-я школа сухопутных профессий ВВС (ивр. ביסל"ח 314‎, сокращённо ביסל"ח би́слах) — проводит курсы молодого бойца и курсы для изучения некоторых нелётных профессий ВВС.
- 21-я авиабаза (авиабаза «Хайфа»). Кроме аэропорта на авиабазе размещена также Школа технических профессий ВВС (ивр. בית הספר למקצועות הטכניים‎, бейт ха-се́фер ле-микцоо́т те́хниим; сокращённо ביסל"ט би́слат или הטכני ха-те́хни) и Технологический колледж ВВС (ивр. המכללה הטכנולוגית של חיל האוויר‎) (с филиалом в Беэр-Шеве).
- 25-е крыло (авиабаза «Рамон»). Включает в себя, помимо прочего, следующие подразделения:

 — 113-я эскадрилья вертолётов «AH-64D Апач Лонгбоу» (ивр. טייסת 113‎);
 — 119-я эскадрилья истребителей «F-16I Файтинг Фалкон» (ивр. טייסת 119‎);
 — 190-я эскадрилья вертолётов «AH-64 Апач» (ивр. טייסת 190‎);
 — 201-я эскадрилья истребителей «F-16I Файтинг Фалкон» (ивр. טייסת 201‎);
 — 253-я эскадрилья истребителей «F-16I Файтинг Фалкон» (ивр. טייסת 253‎).
- 28-я авиабаза (авиабаза «Неватим»). Включает в себя, помимо прочего, следующие подразделения:

 — 103-я транспортная эскадрилья военно-транспортных самолётов «Локхид C-130J Супер Геркулес» (ивр. טייסת 103‎);
 — 116-я эскадрилья малозаметных истребителей-бомбардировщиков пятого поколения «F-35I» (ивр. טייסת 116‎);
 — 117-я учебная эскадрилья истребителей малозаметных истребителей-бомбардировщиков пятого поколения «F-35I» (ивр. טייסת 117‎);
 — 120-я транспортная эскадрилья самолётов «Боинг 707» (ивр. טייסת 120‎);
 — 122-я эскадрилья самолётов «Gulfstream V» G500 и G550 (ивр. טייסת 122‎);
 — 131-я транспортная эскадрилья военно-транспортных самолётов «Локхид C-130 Геркулес» (ивр. טייסת 131‎);
 — 140-я эскадрилья малозаметных истребителей-бомбардировщиков пятого поколения «F-35I» (ивр. טייסת 140‎);
 — 609-е подразделение воздушной доставки (ивр. יחידת האספקה בהיטס‎);
 — 757-е погрузочное подразделение (ивр. יחידת ההעמסה‎).
- 30-я авиабаза (авиабаза «Пальмахим»). Включает в себя, помимо прочего, следующие подразделения:

 — 123-я эскадрилья вертолётов «Блэк хок UH-60» (ивр. טייסת 123‎);
 — 124-я эскадрилья вертолётов «Блэк хок UH-60» (ивр. טייסת 124‎);
 — 147-я эскадрилья беспилотных летательных аппаратов «Elbit Гермес 900» (ивр. טייסת 147‎);
 — 161-я эскадрилья беспилотных летательных аппаратов «Elbit Гермес 450» (ивр. טייסת 161‎);
 — 166-я эскадрилья беспилотных летательных аппаратов «Elbit Гермес 900» (ивр. טייסת 166‎);
 — Школа по изучению беспилотных летательных аппаратов;
 — 151-е подразделение ракетных испытаний (ивр. יחידת ניסוי טילים‎, йехида́т нису́й тили́м; сокращённо ינ"ט яна́т);
 — 320-я учебная эскадрилья авиационных тренажёров беспилотных летательных аппаратов и вертолётов (ивр. טייסת מאמני כטב"ם ומסוקים‎).

## Вооружение и военная техника Израиля
По данным на 2022 год.

### Летательные аппараты
| Самолёт / вертолёт                     | Производитель | Тип                                          | Версии                         | На вооружении, (согласно IISS / INSS) | На вооружении, (согласно Flightglobal) | На вооружении, (по другим источникам) |  |
| Истребители                            | Истребители   | Истребители                                  | Истребители                    | Истребители                           | Истребители                            | Истребители                           |  |
| -------------------------------------- | ------------- | -------------------------------------------- | ------------------------------ | ------------------------------------- | -------------------------------------- | ------------------------------------- |  |
| Lockheed Martin F-35 Lightning II      | США           | многоцелевой стелс истребитель               | F-35I «Ади́р»                   | 30                                    | 27                                     | 18                                    |  |
| McDonnell Douglas F-15 Eagle           | США           | истребитель захвата воздушного превосходства | F-15A «Баз»                    | 16                                    | } 66                                   |                                       |  |
| McDonnell Douglas F-15 Eagle           | США           | истребитель захвата воздушного превосходства | F-15C «Баз»                    | 17                                    | } 66                                   |                                       |  |
| McDonnell Douglas F-15 Eagle           | США           | истребитель захвата воздушного превосходства | F-15B «Баз»                    | 6                                     | } 18                                   |                                       |  |
| McDonnell Douglas F-15 Eagle           | США           | истребитель захвата воздушного превосходства | F-15D «Баз»                    | 19                                    | } 18                                   |                                       |  |
| McDonnell Douglas F-15E Strike Eagle   | США           | ударный истребитель                          | F-15I «Ра’ам»                  | 25                                    | 25                                     |                                       |  |
| General Dynamics F-16 Fighting Falcon  | США           | многоцелевой истребитель                     | F-16A «Нец»                    |                                       |                                        | ≤ 103                                 |  |
| General Dynamics F-16 Fighting Falcon  | США           | многоцелевой истребитель                     | F-16B «Нец»                    |                                       |                                        | ≤ 22                                  |  |
| General Dynamics F-16 Fighting Falcon  | США           | многоцелевой истребитель                     | F-16D «Барак»                  | 49                                    | 49                                     | ≤ 54                                  |  |
| General Dynamics F-16 Fighting Falcon  | США           | многоцелевой истребитель                     | F-16C «Барак»                  | ~50                                   | } 175                                  | ≤ 81                                  |  |
| General Dynamics F-16 Fighting Falcon  | США           | многоцелевой истребитель                     | F-16I «Суфа»                   | 97                                    | } 175                                  | 101                                   |  |
| Учебные самолёты                       |               |                                              |                                |                                       |                                        |                                       |  |
| Grob G-120                             | Германия      | учебный                                      | G-120AI «Снунит»               | 16                                    | 16                                     | 27                                    |  |
| Raytheon T-6 Texan II                  | США           | учебный                                      | T-6A «Эфрони»                  | 20                                    | 20                                     |                                       |  |
| Beechcraft Super King Air              | США           | учебный                                      | King Air 200                   |                                       | 2                                      |                                       |  |
| Aermacchi M-346                        | Италия        | учебный                                      | M-346 «Лави»                   | 30                                    | 30                                     | 8                                     |  |
| Прочие самолёты                        |               |                                              |                                |                                       |                                        |                                       |  |
| Air Tractor AT-802                     | США           | пожарная охрана                              | AT-802F                        | 3                                     |                                        | 7                                     |  |
| Beechcraft Bonanza                     | США           | общего назначения                            | A-36 «Хофит»                   | 22                                    | -                                      | 22                                    |  |
| Beechcraft Super King Air (C-12 Huron) | США           | общего назначения                            | B-200/T/CT «Цофит»             | 22                                    | 2                                      | 22                                    |  |
| Beechcraft Super King Air (C-12 Huron) | США           | разведчик                                    | RC-12D/K «Кукия»               | 6                                     | 18                                     | 7                                     |  |
| IAI SeaScan                            | Израиль       | морской патруль                              | 1124N «Шахаф»                  |                                       |                                        | 3                                     |  |
| Gulfstream G500/G550                   | США           | самолёт радиотехнической разведки            | G500 «Нахшон-Шавит»            | 3                                     | 3                                      |                                       |  |
| Gulfstream G500/G550                   | США           | ДРЛОиУ                                       | G550 «Нахшон-Эйтам»            | 2(+1)                                 | 2                                      |                                       |  |
| Gulfstream G500/G550                   | США           | разведчик                                    | G550 «Нахшон-Орон»             | 1                                     |                                        |                                       |  |
| Lockheed C-130 Hercules                | США           | транспорт                                    | C-130E «Карнаф»                | 5                                     | } 6                                    | } 12                                  |  |
| Lockheed C-130 Hercules                | США           | транспорт                                    | C-130H «Карнаф»                | 6                                     | } 6                                    | } 12                                  |  |
| Lockheed C-130 Hercules                | США           | заправщик                                    | KC-130H «Карнаф»               | 4                                     | 4                                      | 3                                     |  |
| Lockheed Martin C-130J Super Hercules  | США           | транспорт                                    | C-130J-30 «Шимшон»             | 7                                     | 7                                      |                                       |  |
| Boeing 707—320                         | США           | ДРЛОиУ                                       | B-707 Фалкон                   | 2                                     |                                        |                                       |  |
| Boeing 707—320                         | США           | самолёт радиотехнической разведки            | EC-707                         | 1                                     |                                        |                                       |  |
| Boeing 707—320                         | США           | заправщик                                    | KC-707 «Сакнай»                | 6                                     | 7                                      | 8                                     |  |
| Вертолёты                              |               |                                              |                                |                                       |                                        |                                       |  |
| Eurocopter Panther                     | ЕС            | морской патруль                              | AS-565SA «Аталеф»              | 7                                     | 5                                      | 5                                     |  |
| McDonnell Douglas AH-64 Apache         | США           | ударный вертолёт                             | AH-64A «Пэтен»                 | 26                                    | } 48                                   | 27                                    |  |
| McDonnell Douglas AH-64 Apache         | США           | ударный вертолёт                             | AH-64D «Сараф»                 | 17                                    | } 48                                   | 17                                    |  |
| Sikorsky CH-53 Sea Stallion            | США           | транспорт                                    | CH-53D «Ясъур 2025»            | 25                                    | 22                                     |                                       |  |
| Sikorsky UH-60 Black Hawk              | США           | транспорт                                    | S-70A-50/55 / UH-60A/L «Яншуф» | 49                                    | 48                                     | 49                                    |  |
| Bell 206                               | США           | транспорт                                    | 206B «Сайфан»                  | 6                                     | 4                                      |                                       |  |
| OH-58 Kiowa                            | США           | многоцелевой/учебный                         | OH-58B                         | 12                                    | 18                                     |                                       |  |
| Беспилотные летательные аппараты       |               |                                              |                                |                                       |                                        |                                       |  |
| IAI Eitan                              | Израиль       | тяжёлый БПЛА                                 | Heron-TP «Эйтан»               | 3                                     | +                                      | +                                     |  |
| IAI Heron                              | Израиль       | средний БПЛА                                 | Heron-1 «Шоваль»               | +                                     | +                                      | +                                     |  |
| RQ-5 Hunter                            | Израиль       | тактический разведывательный БПЛА            | RQ-5A                          | +                                     | +                                      | +                                     |  |
| Elbit Hermes 450                       | Израиль       | тактический БПЛА                             | Hermes 450S «Зик»              | +                                     | +                                      | +                                     |  |
| Elbit Hermes 900                       | Израиль       | тактический БПЛА                             | Elbit Hermes 900               | +                                     |                                        |                                       |  |
| BlueBird SpyLite                       | Израиль       | мини-БПЛА                                    | SkyLite B                      | -                                     | +                                      | -                                     |  |
| IAI Searcher                           | Израиль       | тактический БПЛА                             | Searcher MkII                  | более 22 на хранении                  |                                        |                                       |  |
| IAI Harop                              | Израиль       | разведывательно-ударный БПЛА                 | Harop                          | +                                     |                                        |                                       |  |
| IAI Harpy                              | Израиль       | разведывательно-ударный БПЛА                 | Harpy                          | +                                     |                                        |                                       |  |

### Системы ПВО и ПРО
| Тип               | Производитель     | Назначение                                           | Версии                     | Количество        | Примечания                 |                   |
| Системы ПВО и ПРО | Системы ПВО и ПРО | Системы ПВО и ПРО                                    | Системы ПВО и ПРО          | Системы ПВО и ПРО | Системы ПВО и ПРО          | Системы ПВО и ПРО |
| ----------------- | ----------------- | ---------------------------------------------------- | -------------------------- | ----------------- | -------------------------- | ----------------- |
| Хец               | Израиль           | противоракетный комплекс средней и большой дальности | Хец-2Хец-3                 | 24                |                            |                   |
| МIM-104 Пэтриот   | США               | ЗРК большой дальности                                | MIM-104D PAC-2/GEM+ Яхалом | +                 |                            |                   |
| Праща Давида      | Израиль/ США      | ЗРК средней дальности                                | базовая                    | +                 | На вооружении с 2017 года. |                   |
| Железный купол    | Израиль           | ЗРК малой дальности                                  | базовая                    | до 40             |                            |                   |
| Махбет            | Израиль           | самоходный ЗРПК малой дальности                      | базовая                    | +                 |                            |                   |
| М167 Вулкан       | США               | 20-мм буксируемая зенитная установка                 | базовая                    | +                 |                            |                   |

### Ракетное оружие
| Тип                       | Производитель      | Назначение                                                                                 | Версии             | Примечания                                  |                    |                    |
| Ракеты земля-земля        | Ракеты земля-земля | Ракеты земля-земля                                                                         | Ракеты земля-земля | Ракеты земля-земля                          | Ракеты земля-земля | Ракеты земля-земля |
| ------------------------- | ------------------ | ------------------------------------------------------------------------------------------ | ------------------ | ------------------------------------------- | ------------------ | ------------------ |
| Иерихон                   | Израиль            | баллистическая ракета средней дальности                                                    | Иерихон-2Иерихон-3 | Около 24 Иерихон-2, могут нести ядерную БЧ. |                    |                    |
| Ракеты воздух-воздух      |                    |                                                                                            |                    |                                             |                    |                    |
| AIM-9 Sidewinder          | США                | управляемая ракета «воздух—воздух» с ИК ГСН                                                |                    |                                             |                    |                    |
| Rafael Python 4           | Израиль            | управляемая ракета «воздух—воздух» с ИК ГСН                                                |                    |                                             |                    |                    |
| Rafael Python 5           | Израиль            | управляемая ракета «воздух—воздух» с двухдиапазонной электро-оптической/тепловизионной ГСН |                    |                                             |                    |                    |
| AIM-120 AMRAAM            | США                | управляемая ракета «воздух—воздух» с активной РЛГСН                                        | AIM-120С           |                                             |                    |                    |
| Ракеты воздух-поверхность |                    |                                                                                            |                    |                                             |                    |                    |
| AGM-114 Hellfire          | США                | управляемая ракета «воздух—поверхность»                                                    |                    |                                             |                    |                    |
| AGM-62 Walleye            | США                | высокоточный боеприпас «воздух—поверхность»                                                | AGM-62B            |                                             |                    |                    |
| AGM-65 Maverick           | США                | управляемая ракета «воздух—поверхность»                                                    |                    |                                             |                    |                    |
| Далила                    | Израиль            | крылатая ракета «воздух—поверхность»                                                       | Delilah-AL         |                                             |                    |                    |
| Popeye                    | Израиль            | управляемая ракета «воздух—поверхность»                                                    | Popeye I/II        |                                             |                    |                    |
| Spike NLOS                | Израиль            | управляемая ракета «воздух—поверхность»                                                    |                    |                                             |                    |                    |

### Авиабомбы
| Тип          | Производитель | Назначение                                                                   | Версии                    | Примечания |
| ------------ | ------------- | ---------------------------------------------------------------------------- | ------------------------- | ---------- |
| Elbit Opher  | Израиль       | высокоточная управляемая авиационная бомба (УАБ) с термовизионным наведением |                           |            |
| IAI Griffin  | Израиль       | высокоточная УАБ с лазерным наведением                                       |                           |            |
| Elbit Lizard | Израиль       | высокоточная УАБ с лазерным наведением                                       |                           |            |
| Paveway      | США           | высокоточная УАБ с лазерным наведением                                       | Paveway II                |            |
| JDAM         | США           | высокоточная УАБ с интегрированной ИНС/GPS системой наведения                | GBU-31 JDAM «Барад Кавед» |            |
| GBU-39 SDB   | США           | высокоточная УАБ с интегрированной ИНС/GPS системой наведения                | GBU-39 «Барад Хад»        |            |
| Rafael Spice | Израиль       | высокоточная УАБ с интегрированной ТВ/ИНС/GPS системой наведения             | Spice-1000/2000           |            |

### Будущие поступления
| Самолёт / вертолёт                    | Производитель | Тип              | Версии             | Примечания |             |
| Истребители                           | Истребители   | Истребители      | Истребители        | Истребители | Истребители |
| ------------------------------------- | ------------- | ---------------- | ------------------ | --- | ----------- |
| F-35                                  | США           | многоцелевой     | F-35I              | 6 заказано + опция ещё на 17 самолётов. |             |
| Прочие самолёты                       |               |                  |                    | |             |
| Boeing KC-46                          | США           | заправщик        | KC-46A             | 8 утверждено Госдепом США, 4 заказано |             |
| Lockheed Martin C-130J Super Hercules | США           | транспорт        | C-130J-30 «Шимшон» | ожидаются ещё 2 из 4 заказанных, начало поставки в 2013; в конце 2012 обсуждалось приобретение ещё 2 26 июня 2013 года первый из заказанных получен. 9 апреля 2014 года второй из заказанных получен. |             |
| Bell V-22 Osprey                      | США           | конвертоплан     | ?                  | На стадии оценки. |             |
| Вертолёты                             |               |                  |                    | |             |
| McDonnell Douglas AH-64 Apache        | США           | ударный вертолёт | AH-64D «Сараф»     | Всего 10, из них 4 улучшенных AH-64A. |             |
| Sikorsky UH-60 Black Hawk             | США           | транспорт        | AH-60 Battlehawk   | Всего 18. |             |
| Sikorsky CH-53K Super Stallion        | США           | транспорт        | ?                  | В разработке, в ожидании оценки. |             |
| AgustaWestland AW119 Koala            | Италия        | учебный          | AW119 Kx           | 12 заказано. |             |
| Беспилотные летательные аппараты      |               |                  |                    | |             |
| Aeronautics Defense Orbiter           | Израиль       | мини-БПЛА        | ?                  | Решение принято в 2011 году. |             |

### 1991
ВВС АОИ в 1991 году насчитывали 28 000 человек + 37 000 резервистов. Имелось 16 истребительных эскадрилий.
Состав:
Истребители
- 4 эскадрильи с 112 F-4E (+13 на хранении);
- 2 эскадрильи с 47 F-15 (20 -A, 2 -B, 18 -C, 7 -D);
- 6 эскадрильи с 139 F-16 (57 -A, 7 -B, 51 -C, 24 -D);
- 4 эскадрильи с 95 Kfir C2/C7 (+ 75 на хранении);

Штурмовики
- 4 эскадрильи c 121 A-4H/N (+14 на хранении)

Разведчики
- 14 RF-4E

РЛС
- 4 E-2C

РЭБ
- 6 Boeing 707 (РЭР/РЭП)
- 1 C-130H
- 2 EV-1E (РЭП)
- 4 IAI-201 (РЭР)
- 4 RC-12D
- 6 RC-21D (РЭР)
- 3 RU-21A

Морские патрульные самолёты
- 5 IAI-1124 Seascan

Заправщики
- 5 Boeing 707
- 2 KC-130H

Военно-транспортная авиация
- 3 C-130H
- 19 C-47
- 24 C-130H

Связь
- 4 Islander
- 41 Cessna U-206
- 2 Cessna U-172
- 2 Cessna U-180
- 6 Do-27,
- 10 Do-28D
- 12 Queen Air 80

Ударные вертолёты
- 40 AH-1G/S
- 35 Hughes 500 MD

Разведывательные вертолёты
- 2 HH-65A

Транспортные вертолёты
- 32 CH-53
- 9 SA-321
- 12 UH-1D
- 55 Bell 212
- 40 Bell 206A

### 1980
ВВС АОИ в 1979 году насчитывали 21 000 человек + 27 000 резервистов, 576 единиц боевой авиатехники. Имелось 12 истребительных эскадрилий.
Состав:
Истребители
- 48 F/TF-15
- 170 F-4E
- 30 Mirage IIICJ/BJ
- 60 Kfir-C-2

Штурмовики
- 250 A-4E/H/M/N Skyhawk

Разведчики
- 12 RF-4E
- 2 OV-1E

РЛС
- 4 E-2C

Транспортники
- 10 Boeing 707
- 24 C-130E/H
- 12 C-97
- 10 C-47
- 20 Noratlas

Связь
- 23 Do-27
- 15 Do-28D
- 5 Cessna U206
- 3 Westwind

Заправщики
- 2 KC-130H tanker

Учебные
- 14 Arata
- 12 Islander
- 24 TA-4H
- 50 Kfir
- 70 Magister
- 16 Queen Air
- 30 Super Cub

Вертолёты
- 6 AH-1G
- 8 Super Frelon
- 17 CH-53G
- 12 CH-47
- 12 S-61R
- 23 Bell 205A
- 20 Bell 206
- 12 Bell 212
- 25 UH-1D
- 19 Alouette II/III

## Опознавательные знаки

Флаг ВВС Израиля
Опознавательный знак ВВС Израиля

## Знаки различия
Все виды и рода войск АОИ, в том числе и ВВС имеют единую систему званий и знаков различия.